# Guillos
Guillos – miejscowość i gmina we Francji, w regionie Nowa Akwitania, w departamencie Żyronda.

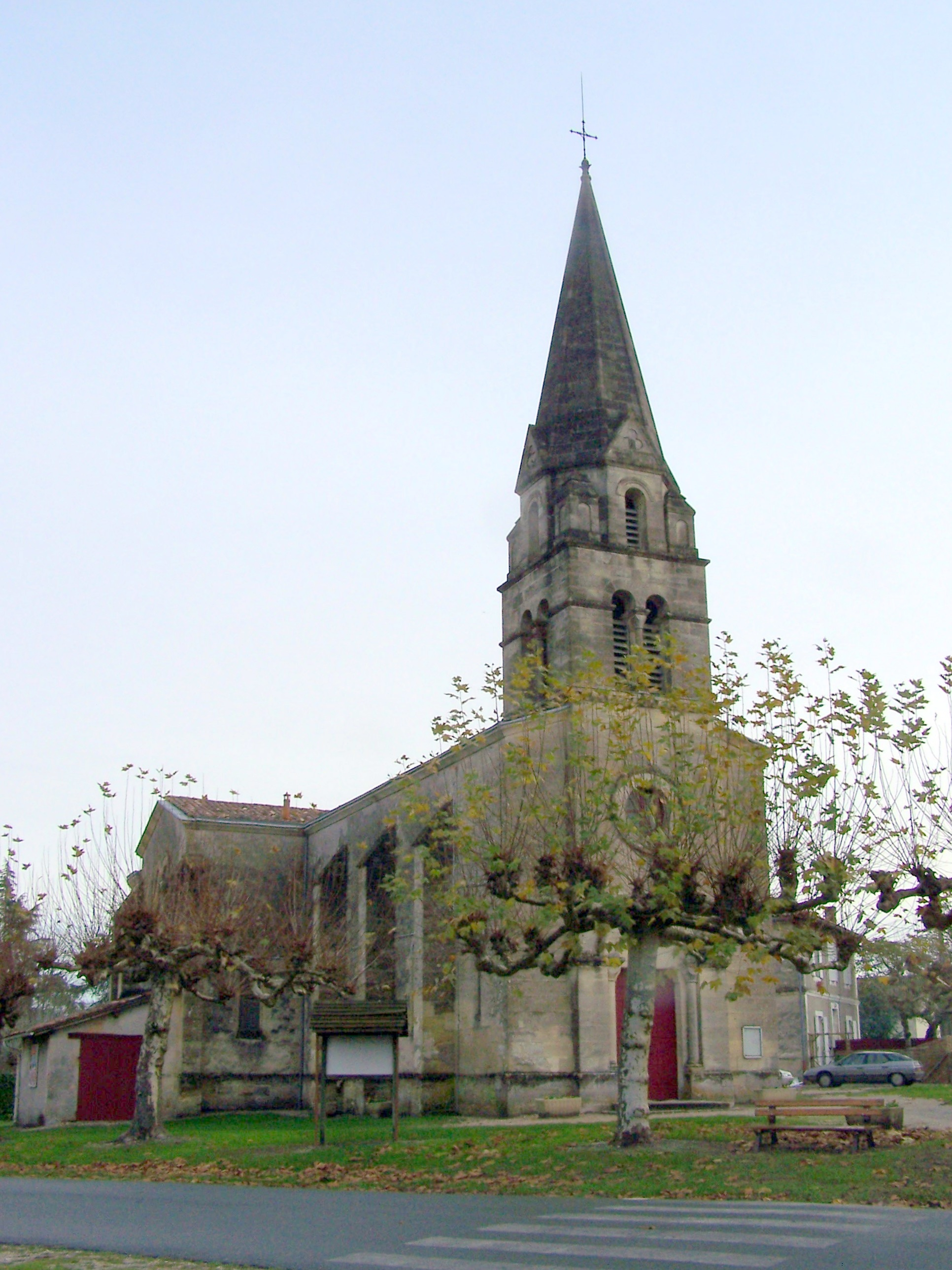

Według danych na rok 1990 gminę zamieszkiwały 372 osoby, a gęstość zaludnienia wynosiła 16 osób/km² (wśród 2290 gmin Akwitanii Guillos plasuje się na 817. miejscu pod względem liczby ludności, natomiast pod względem powierzchni na miejscu 422.).